# برنچ (لوئیزیانا)
برنچ (به انگلیسی: Branch) شهری در ایالت لوئیزیانا کشور ایالات متحده آمریکا است که جمعیت آن در سرشماری سال ۲۰۱۰ میلادی، ۳۸۸ نفر بوده‌است.